# 15133 Sullivan
15133 Sullivan este un asteroid din centura principală de asteroizi.

## Descriere
15133 Sullivan este un asteroid din centura principală de asteroizi. A fost descoperit pe 9 martie 2000 la Socorro, New Mexico, în cadrul proiectului LINEAR. Asteroidul prezintă o orbită caracterizată de o semiaxă mare de 2,21 ua, o excentricitate de 0,12 și o înclinație de 3,5° în raport cu ecliptica.